# Praxithea peruviana
Praxithea peruviana là một loài bọ cánh cứng trong họ Cerambycidae.